# Alain Margoni
Alain Margoni   (Neuilly-Plaisance, 13 d'octubre de 1934) és un compositor clàssic francès.

## Biografia
Nascut a Neuilly-Plaisance, Margoni va estudiar harmonia amb Henri Challan, contrapunt i fuga amb Noël Gallon, direcció orquestral amb Louis Fourestier, anàlisi musical amb Olivier Messiaen i Ones Martenot amb Maurice Martenot, al Conservatoriire de París. A la competició pel Premi de Roma, el 1957 i el 1958, va guanyar un segon premi cadascun, i el 1959 el Gran Premi amb la cantata Dans les Jardins d'Armide després de la Llibertat de Jerusalem de Torquato Tasso.
Després de quatre anys d'estada a la Vil·la Mèdici de Roma, va treballar durant nou anys a la "Comédie-Française", primer com a factòtum musical, i després com a director musical. Després va ocupar una càtedra d'anàlisi musical al Conservatori de París. També va actuar com a conferenciant, director d'orquestra, improvisador amb Ones Martenot, pianista i teòric musical i còmic musical, aquest darrer amb Jérôme Deschamps i Alain Germain.
Per a Germain va escriure la música per a l'obra Un piano pour deux pianistes, en què ell mateix va actuar amb Pascal Le Corre el 1987. A més d'uns 150 films, televisió i música dramàtica, Margoni va compondre una narració musical sobre el descobriment d'Amèrica, una òpera, un oratori i nombroses obres de música de cambra.

## Obra
- Après une lecture de Goldoni, Fantasia en estil del segle xviii per a trombó baix, tuba o saxorn i piano, 1964
- Après une lecture d'Hoffmann, improvisació per a contrabaix i piano, 1967
- Après une lecture de Dreiser, per fagot i piano, 1969
- Quatre personnages de Calderon, per a guitarra, 1972
- Cadence et danses, per a saxo alt i piano, 1974
- Séquence pour un hymne à la nuit, per a violoncel i piano, 1979
- Dialogue, détente et stretto, per a trompeta o cornet i piano, 1980
- Trois eaux-fortes, per a viola i piano, 1982
- Danse ancienne (chaconne) et danse moderne, per a dues arpes
- Le Petit livre de Gargantua, per a trombó de tenor i piano en tres volums, 1982
- Petit théâtre, per a oboè i piano, 1982
- Elégie, per a trombó i piano, 1983
- Sur un thème de John Bull, per a trompa i piano francès,
- Dix Études dans le style contemporain, per a clarinet, 1983
- Les Caractères, Variacions per a oboè i piano, 1984
- Variation et hommage, per a clarinet
- Pierrot ou les secrets de la nuit, Opera basada en un llibret de Rémi Laureillard després de Michel Tournier, 1990
- Quatuor, principal de saxofons, 1991
- Promenades romaines, per a saxo alt i piano, 1993-95
- L'Enfant des alpages, Oratori per a cor infantil, conjunt instrumental i banyes alpines, 1996
- Dix Études dans le style contemporain, per a saxofon, 1999
- Sonate, per a saxòfon baríton
- banda sonora de la pel·lícula televisiva en tres parts Les Maîtres du pain d'Hervé Baslé, 2001
- Quatre chants vénitiens per a soprano, saxo tenor i piano, 2001
- L'Ile des Guanahanis, narració musical basada en un llibre de Rémi Laureillard per a un actor, cor i orquestra.